# Museo delle Culture (Mailand)
Das Museo delle Culture (MUDEC) in der norditalienischen Metropole Mailand beherbergt als „Museum der Weltkulturen“ die völkerkundlichen und anthropologischen Sammlungen der Stadt. Ihm sind interdisziplinäre Forschungseinrichtungen und ein Veranstaltungszentrum angegliedert. Der von David Chipperfield geplante, 2014 weitgehend fertiggestellte Neubau des MUDEC gehört zu den konzeptionell und architektonisch meistbeachteten Museumsneubauten der Gegenwart. Die Adresse lautet: Via Tortona 56, I-20144 Milano.

## Sammlung
Als Teil des 1838 gegründeten Museums für Naturgeschichte hatte sich ein seit dem 19. Jahrhundert stark anwachsender Bestand ethnographischer Objekte verselbständigt und war seit dem Anfang des 20. Jahrhunderts mit anderen städtischen Sammlungen im Castello Sforzesco ausgestellt worden, wo er durch einen Bombenangriff im Jahr 1943 erheblich reduziert wurde. Auch nach dem Wiederaufbau des Castello als kommunales Museum blieb die Sammlung mit Ausnahme der ägyptischen Abteilung komplett magaziniert. Der heutige Bestand ist Resultat einer Neuordnung im Mailänder Museumswesen.

## Architektur
Das Projekt eines Museumsneubaus geht auf die frühen 1990er Jahre zurück, als die Stadt Mailand beschloss, das im Südosten des Stadtzentrums gelegene Quartier Porta Genova zu revitalisieren, die vom Fahrzeughersteller Ansaldo hinterlassene Industriebrache anzukaufen, in ein Zentrum für kulturelle Aktivitäten umzuwandeln und das der Weltkultur zu widmende Ausstellungshaus mit den lange unzugänglich gebliebenen Sammlungsbeständen auszustatten.
Nach einem Entwurf des britischen Architekten David Chipperfield wurde das Haus in zwei Ebenen auf einer Fläche von 17.000 m² errichtet. Im Erdgeschoss befinden sich Foyer, Bibliothek, Konferenzräume, Restaurierungswerkstätten und die museumspädagogischen Bereiche für Kinder und Jugendliche. Das Obergeschoss enthält die ständige Schausammlung und Sonderausstellungsräume. Wesentliches Merkmal der Architektur sind die von außen gesehen quaderförmigen Baumassen aus Glas und Beton, die, im Obergeschoss mit Titanblech verkleidet, an die industrielle Vergangenheit des Ortes erinnern. Diese Außenansicht kontrastiert mit den nur von innen erlebbaren, vorhangartig kurvenden Glasflächen rund um das große zentrale Atrium des Ausstellungsbereiches im Obergeschoss. Sie „bilden so etwas wie eine nach innen gekehrte Schaufassade“, die „einen fast sakralen Ort schafft“. Ursprünglich sollte der Bau zur Eröffnung der Expo 2015, die unter dem Motto Feeding the Planet („Welternährung“) stand, fertiggestellt sein, die offizielle Eröffnung verschob sich aber, weil ein Streit zwischen der Stadt und dem Architekten um Kosten und Termine dazu geführt hatte, dass sich Chipperfield aus dem Projekt verabschiedete. Auslöser war die Verwendung billigen und schlecht verlegten Lavasteins statt des vom Architekten als Fußbodenbelag vorgesehenen Basalts.

## Schausammlung
Die aktuelle Einrichtung der Ausstellungspräsentation weicht von der üblichen, meist geographisch gegliederten Systematik völkerkundlicher Darstellungen ab. Sie spiegelt vielmehr die Geschichte der Sammlung und ihres Wachsens; sie zeigt somit, welche Intentionen mit ihrem Zustandekommen verbunden waren und zeichnet in sechs Sektionen den historisch sich wandelnden Blick auf fremde Welten nach:
- Mit Objekten aus der Sammlung des Kanonikers Manfredo Settala (1600–1680) wird das Beispiel einer barocken Kunst- und Wunderkammer vorgeführt, in der die Objekte nach den Kategorien Naturalia, Artificialia (vom Menschen künstlich hergestellte Objekte) und Mirabilia et Exotica (Bewunderung erregende und fremdartige Objekte) eingeteilt waren.
- Die zweite Sektion zeigt Objekte, die von Missionaren und Forschern zusammengetragen wurden und kennzeichnet das wachsende wissenschaftliche Interesse im 19. Jahrhundert.
- Es folgt ein Saal mit Exponaten, die unter der Perspektive des Kolonialismus der Sammlung zugefügt wurden.
- Sektion 4 beleuchtet das Interesse Mailänder Kunstsammler an der Kunst des Fernen Ostens, nicht zuletzt an deren Textilien unter dem Gesichtspunkt des Mailänder Seidenhandels.
- Saal 5 gilt der Rolle der Weltausstellungen für die rasche Ausbreitung des Welthandels und die steigende Wertschätzung fremder Kulturen, exemplifiziert an der Weltausstellung Mailand 1906.
- Der letzte Saal berichtet von den Auslagerungen und Zerstörungen während des Zweiten Weltkriegs, den folgenden Restaurierungen und zeigt einige besonders kostbare Einzelstücke.